# John Daniell
John Frederic Daniell (Londen, 12 maart 1790 – aldaar, 13 maart 1845) was een Engels schei- en natuurkundige die vooral bekend is als de uitvinder van het daniell-element, een van de eerste bruikbare batterijen.

## Levensloop
Daniell, zoon van een advocaat, werd in 1831 de eerste hoogleraar in de scheikunde aan het pas opgerichte King's College in Londen. Zijn naam is verbonden aan het eerder genoemde daniell-element, een door hem ontdekte batterij die betere prestaties leverde dan de toen al langer bekende Voltaïsche cel.
Ook de dauwpunthygrometer is met zijn naam verbonden, en een pyrometer. In 1823 werd hij lid van de Royal Society, in 1832 werd hij onderscheiden met de Rumford Medal en in 1837 de Copley Medal. In 1839 werd Daniell secretaris buitenland van de vereniging. Zijn lidmaatschap stelde hem in staat in 1830 in de hal van de Royal Society een water-barometer op te stellen, waarmee ook een hele serie waarnemingen werd gedaan. Een door Daniell ontwikkeld proces om op basis van hars en terpentine gas voor verlichting te maken is een tijd in New York operationeel geweest.
Naast de eerder genoemde publicaties kunnen ook nog genoemd worden: een essay over meteorologie, een over klimaatbeheer in een plantenkas, waarin aangetoond werd dat een vochtige, warme atmosfeer noodzakelijk was om tropische planten in kassen te houden, en een inleiding in de scheikunde.
John Daniell was getrouwd en de vader van vijf dochters en twee zonen. Zijn overlijden was vrij plotseling ten gevolge van een beroerte. Tijdens een bijeenkomst van de Royal Society werd hij onwel en overleed op 55-jarige leeftijd. Zijn naam leeft ook voort op de maan in die van een maankrater: de Daniell krater.

## Daniell-element
In de beginjaren van de 1830 raakt Daniell geïnteresseerd in het werk van Michael Faraday en richt hij zich volledig op de elektrochemie en met name op de Volta-zuil. Het grootste probleem met de Volta-zuil was de korte gebruiksduur omdat tijdens gebruik polarisatie optreedt. Er ontstaat een dun laagje waterstofgas op de positieve elektrode die de inwendige weerstand doet toenemen en daardoor de bronspanning sterk afneemt. Weldra leidde zijn experimenten tot een opmerkelijk resultaat.
Het element die Daniell in 1836 uitvond bestond uit een koperen vat dat tevens dienstdeed als positieve elektrode. Binnenin het vat was een poreuze aardewerken pot geplaatst met daarin de negatieve elektrode van zink. De ruimte tussen het koperen vat en de poreuze pot was gevuld met verzadigd koper(II)sulfaat terwijl de poreuze pot zelf gevuld was met verdund zwavelzuur oplossing. De poreuze pot hield de twee vloeistoffen gescheiden, maar liet tegelijk wel de waterstofionen door. Het ontstane waterstofgas werd door het kopersulfaat opgenomen, waardoor zijn element het veel langer uithield dan de Volta-zuil.
Vanwege de lange levensduur werd het Daniell-element de standaard energiebron voor telegrafie-systemen in Europa en de Verenigde Staten.

## Pyrometer
Rond 1830 vond Daniell een praktische, zelfregistrerende pyrometer uit voor het meten van hoge temperaturen, met name boven de 356 graden Celsius – het kookpunt van kwik. In de loop van de negentiende eeuw werd het nauwkeurig meten van temperatuur steeds belangrijker bij processen zoals pottenbakovens en hoogovens. De pyrometer van Daniell bestond uit een platinastaaf die in een cilinder van grafiet was geplaatst. De uitzetting van de staaf wordt via een hefboommechanisme overgebracht op een wijzerplaat met een schaalverdeling.
- Bibsys: 5007196
- Gemeinsame Normdatei: 116023325
- International Standard Name Identifier: 0000 0000 6317 2337
- Library of Congress Control Number: n85800769
- Nationale bibliotheek van Australië: 35591332
- Nederlandse Thesaurus van Auteursnamen: 110307003
- Réseau des bibliothèques de Suisse occidentale: 02-A016291756
- SNAC: w64f3sbp
- Système universitaire de documentation: 167355872
- Trove: 1006809
- Virtual International Authority File: 15509252
- WorldCat: E39PBJkMDcpbBmHcW7X4tMp9Dq